# تکای فولیکول
تکای فولیکول (به انگلیسی: Theca of follicle) لایه‌ای از فولیکول‌های تخمدان بوده که از سلول‌هایی با همین نام تشکیل شده است. این سلول‌ها زمانی ایجاد می‌شوند که فولیکول در حال تبدیل شدن به فولیکول ثانویه است.
تکا به دو لایه تکای داخلی و تکای خارجی تقسیم می‌شود.
سلول‌های تکا گروهی از سلول‌های غدد درون ریز در تخمدان هستند که از بافت همبند اطراف فولیکول تشکیل شده‌اند. این سلول‌ها عملکردهای متنوع زیادی از جمله تسریع و تکمیل فولیکولوژنز و تشکیل یک فولیکول منفرد در طول تخمک‌گذاری دارند. سلول‌های تکا و سلول‌های گرانولوزا با هم استرومای تخمدان را تشکیل می‌دهند.

## سنتز آندروژن

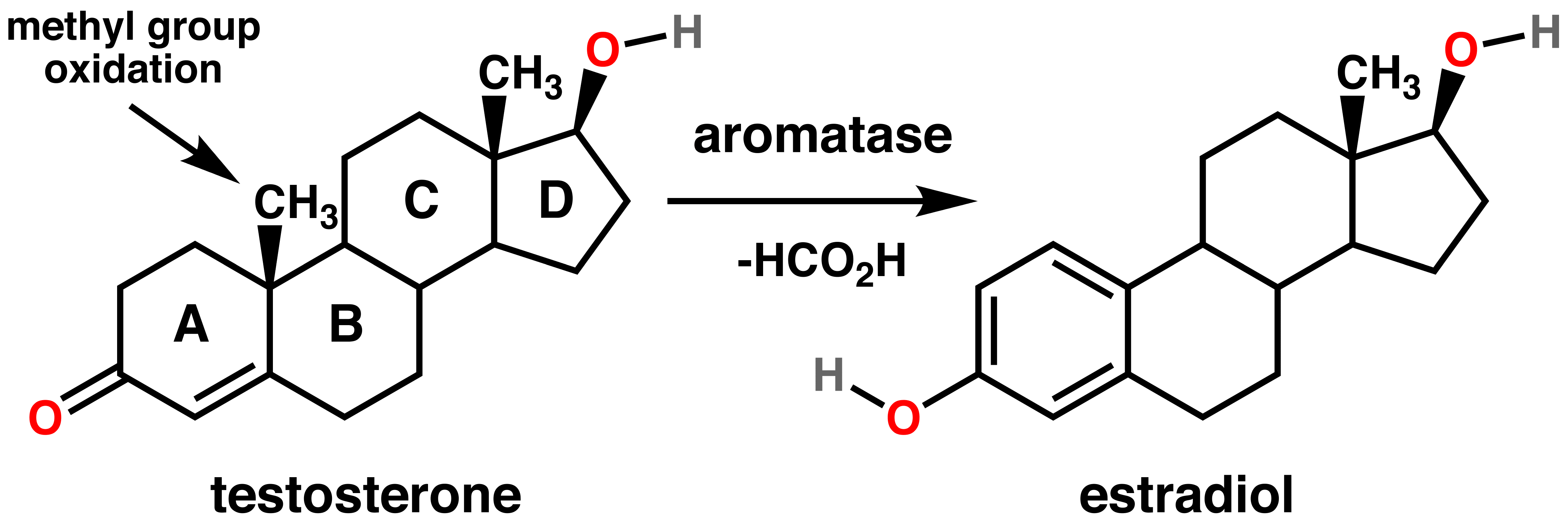
تبدیل تستوسترون به استرادیول از طریق عمل آروماتاز.

سلول‌های تکا وظیفه سنتز آندروژن‌ها، انتقال سیگنال بین سلول‌های گرانولوزا و اووسیتها را در طول تکامل با ایجاد یک سیستم عروقی، تأمین مواد مغذی و ایجاد ساختار و پشتیبانی از فولیکول در زمان بلوغ بر عهده دارند.
سلول‌های تکا مسئول تولید آندروستندیون و به‌طور غیرمستقیم تولید ۱۷β (استرادیولی که E2 نیز نامیده می‌شود) هستند. این سلول‌ها با تحریک سلول‌های گرانولوزای مجاور به استفاده از آنزیم آروماتاز بر روی تستسترون، به عنوان سوبسترای این نوع استرادیول، آندروستندیون را ایجاد می‌کنند. FSH سلول‌های گرانولوزا را وادار به سنتز آروماتاز می‌کند، آنزیمی که آندروژن‌های ساخته شده توسط تکای داخلی را به استرادیول بدل می‌سازد.

### سیگنال‌دهی

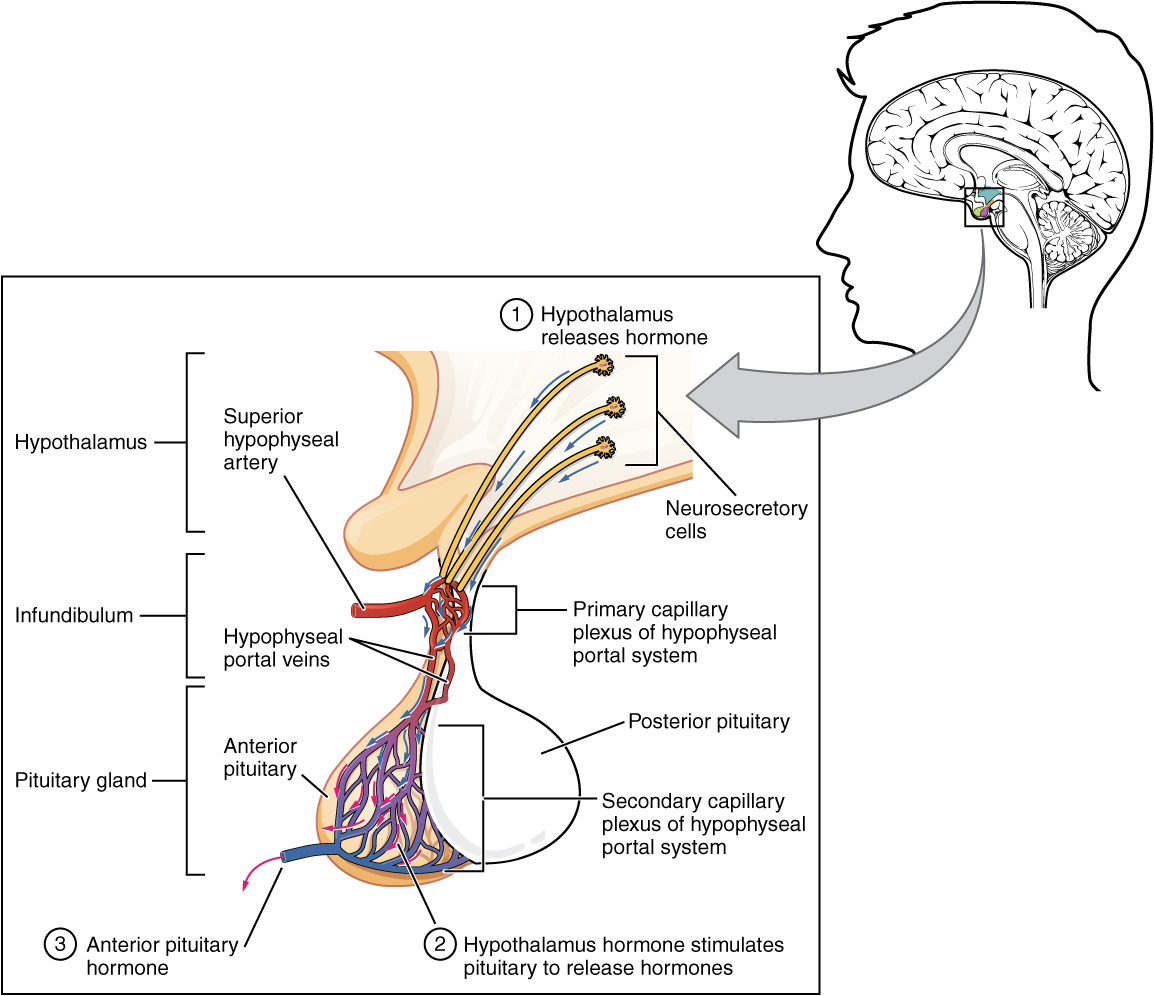
کمپلکس قدامی هیپوفیز و سیستم انتقالی هیپوفیزی که در آن FSH و LH آزاد می‌شوند.

هورمون آزاد کننده گنادوتروپین (GnRH) توسط نورون‌های خارج شده از هیپوتالاموس در غده هیپوفیز قدامی ترشح می‌شود. در اثر ترشح هورمون گنادوتروپین، گنادوتروف‌ها برای تولید هورمون محرک فولیکول (FSH) و هورمون لوتئینیزه کننده (LH) تحریک می‌شوند و در اثر تولید و ترشح FSH و LH در خون، فولیکول‌های تخمدانی به تولید استروژن و پروژسترون می‌پردازند. هورمون لوتئینیزه کننده به‌طور مستقیم سلول‌های تکا را تحریک می‌کند. این اندام‌ها با هم محور HPG (محور هیپوتالاموس-هیپوفیز-گناد) را تشکیل می‌دهند.
در داخل تخمدان‌ها، گیرنده‌های جفت‌شده با پروتئین جی (GPCRs) به LH در جریان خون متصل می‌شوند و سیگنال از طریق عمل cAMP پیام رسان دوم یعنی LH و پروتئین کیناز A به داخل سلول‌های تکا منتقل می‌شود، سپس این ناقل‌ها سلول‌های تکا را برای تولید تستوسترون تحریک می‌کنند در اثر این اتفاق تستسترون به صورت پیام‌رسانی پاراکراین به سلول‌های گرانولوزای مجاور برای تبدیل به استرادیول ارسال می‌گردند.

### اختلالات
بیش فعالی سلول‌های تکا باعث هیپرآندروژنیسم و کم‌کاری آن‌ها منجر به کمبود استروژن می‌شود. تشکیل تومورهای سلول گرانولوزا به ندرت اتفاق می‌افتد (کمتر از ۵ درصد از موارد سرطان‌های تخمدان). با این حال این تومورها در مواردی همراه بت سلول‌های تکا به وجود می‌آیند. تکوما، تکثیر خوش‌خیم سلول‌های تکا است که می‌تواند با اختلال عملکرد هورمونی بروز کند.
سلول‌های تکا (به همراه سلول‌های گرانولوزا) جسم زرد را در طول بلوغ تخمک تشکیل می‌دهند. این سلول‌ها تنها با فولیکول‌های تخمدان در حال رشد در ارتباط هستند و علت اصلی ناباروری مبتنی بر غدد درون ریز به‌شمار می‌روند، زیرا بیش فعالی یا کم فعالی سلول‌های تکا می‌تواند منجر به مشکلات باروری شود.

## فولیکولوژنز

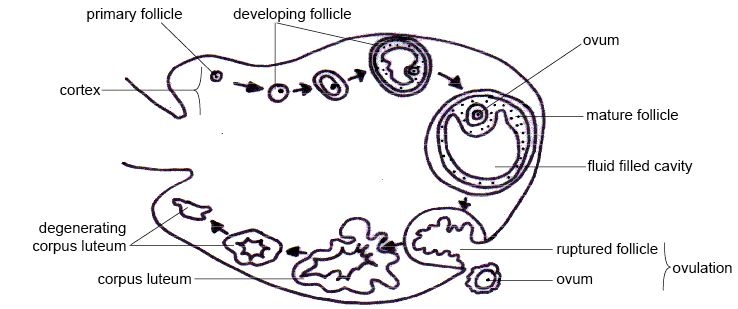
تصویری از چرخه تخمدان در حیوانات

در زنان بالغ انسان، فولیکول اولیه از یک تخمک منفرد تشکیل شده که توسط لایه ای از سلول‌های گرانولوزا به هم مرتبط است. در مراحل اولیه چرخه تخمدان، فولیکول در حال رشد لایه‌ای از بافت همبند و رگ‌های خونی مرتبط را به به وجود می‌آورد (به این پوشش، تکای فولیکول می‌گویند).
با رشد فولیکول ثانویه، سلول‌های گرانولوزا تکثیر می‌شوند و غشای گرانولوزوم با چند لایه را تشکیل می‌دهند. در طی چند ماه، سلول‌های گرانولوزا و سلول‌های موضعی مایع آنترال (مخلوطی از هورمون‌ها، آنزیم‌ها و ضد انعقادها) ترشح می‌کنند تا تخمک در حال بلوغ را تغذیه کنند.
در فولیکول‌های بالغ، تکای تک لایه به دو لایه داخلی و خارجی تمایز می‌یابد. تکای داخلی حاوی سلول‌های غده‌ای و بسیاری از رگ‌های خونی کوچک است، در حالی که تکای خارجی از بافت همبند متراکم و رگ‌های خونی بزرگتر تشکیل شده است.